# Любительское кино

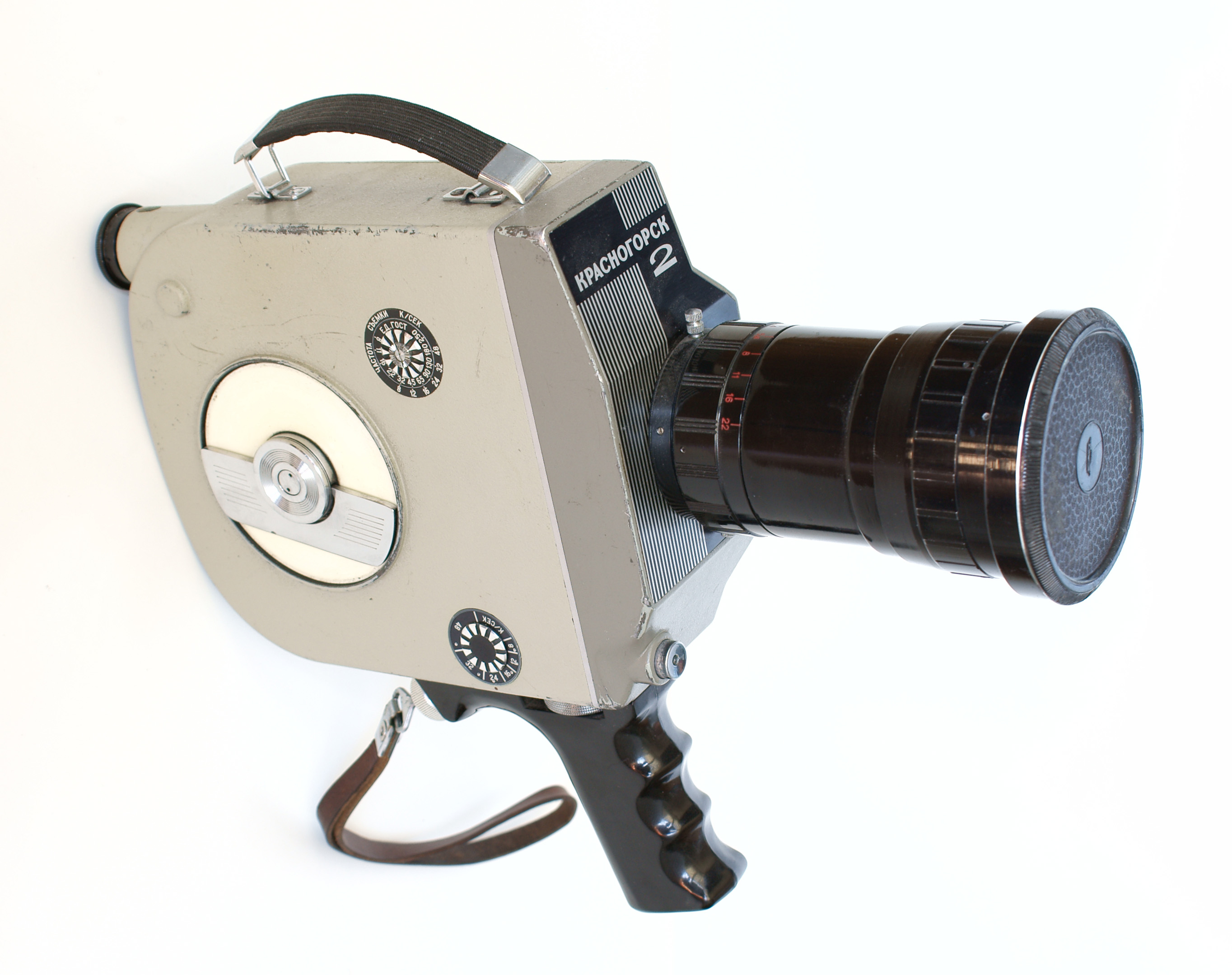
Кинокамера «Красногорск-2» для 16-мм киноплёнки

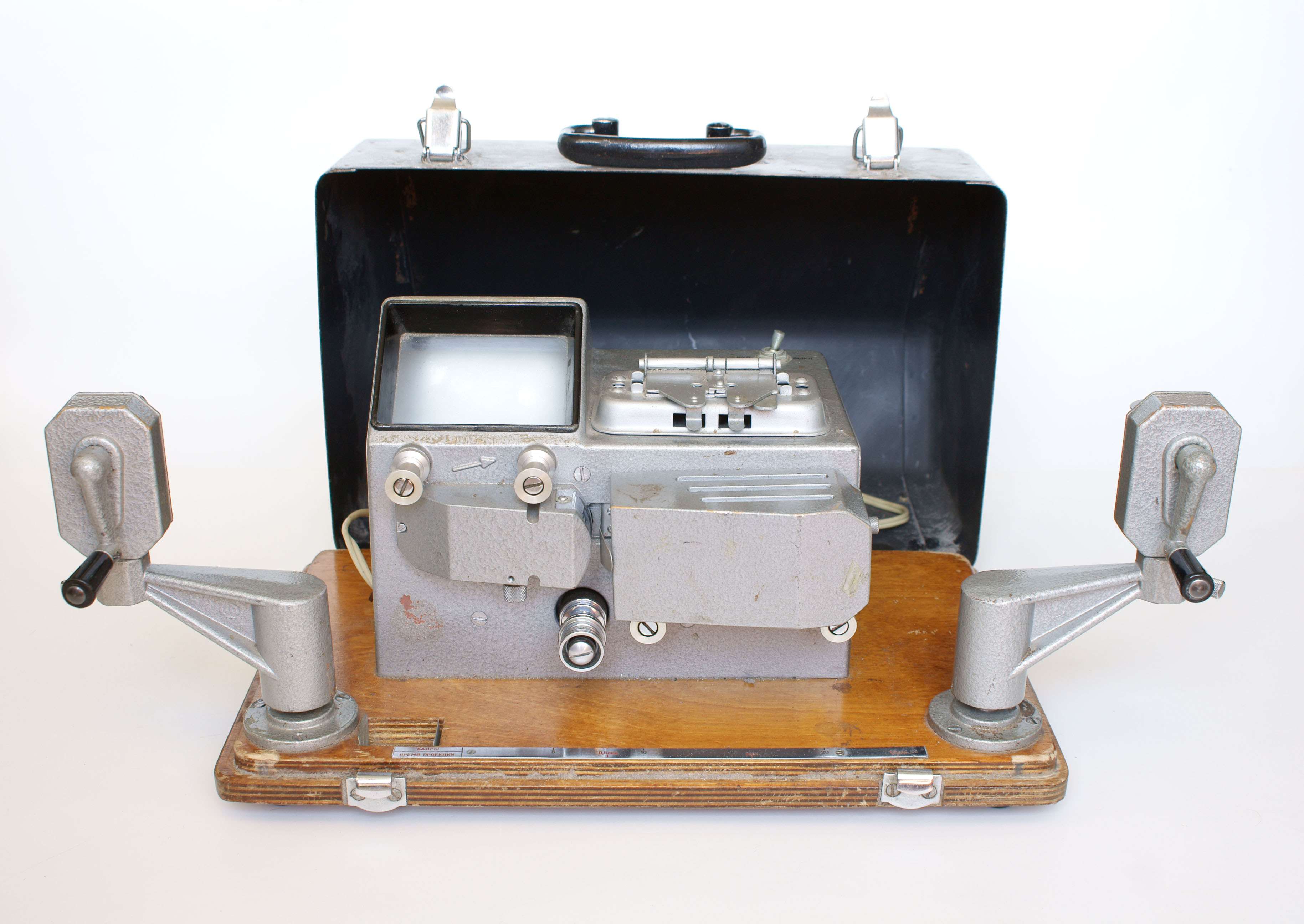
Переносной монтажный столик «Экран-16» для 16-мм киноплёнки

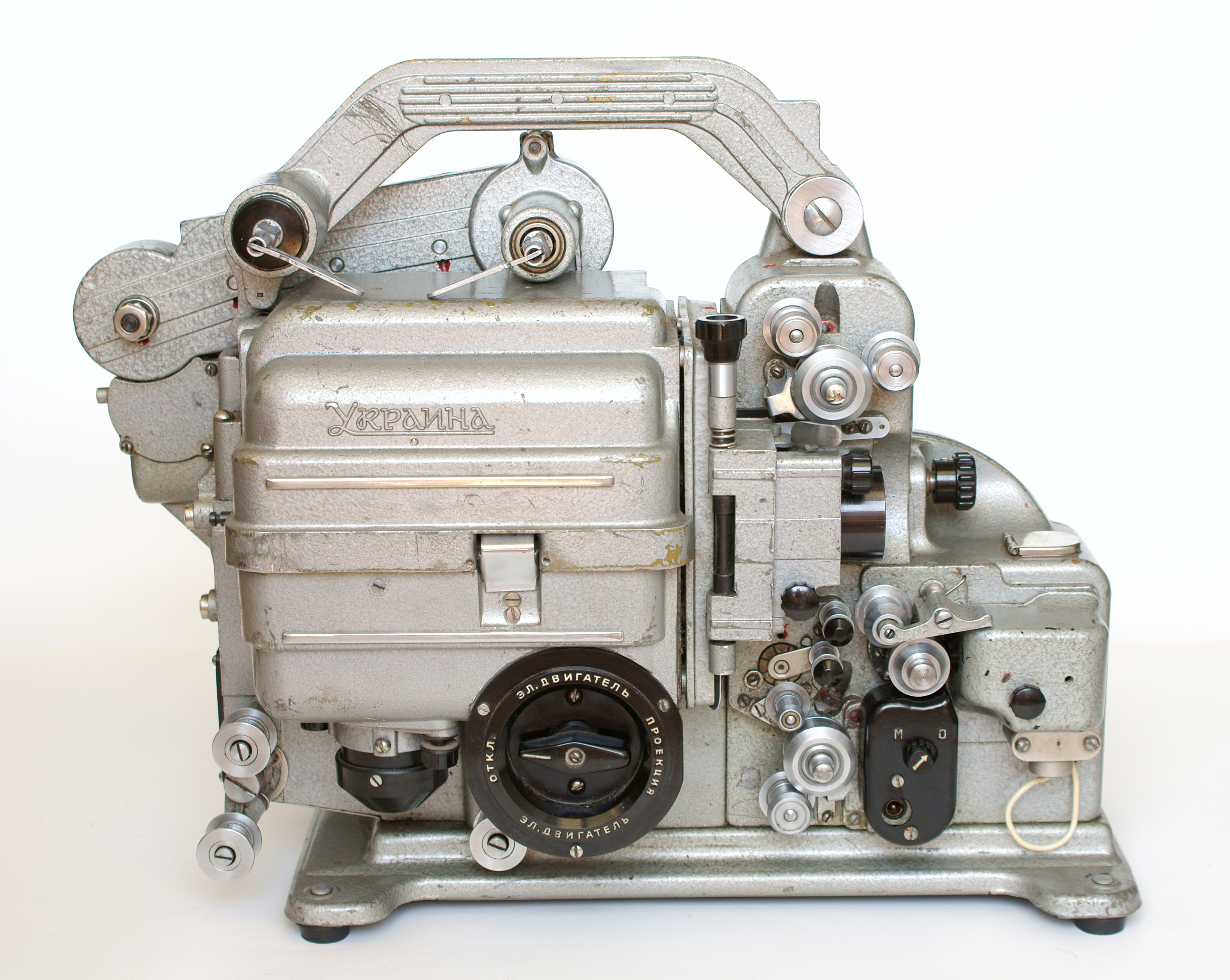
Кинопроектор «Украина» для 16-мм киноплёнки

Люби́тельское кино́, кинолюби́тельство — хобби или один из видов самодеятельного творчества с применением методов и средств кинематографа.

## История
Любительское кино существует во многих странах и появилось практически одновременно с профессиональным кинематографом, привлекая внимание творческих людей новыми, ранее не существовавшими изобразительными возможностями.
Во время первых экспериментов в области кинематографа строгого деления на любительский и профессиональный не было, и именование (в том числе и самоименование) той или иной группы людей кинолюбителями, а также причисление того или иного оборудования к кинолюбительскому до примерно 1920-х годов было произвольным.
Параллельно тому, как складывалась массовая киноиндустрия, ориентированная на прокат многих копий одного фильма в кинотеатрах, стало развиваться малобюджетное кино, ориентированное на творческие эксперименты с непрофессиональными актёрами и кинооператорами, на желание обычного человека зафиксировать хронику важных событий своей жизни.
Постепенно, к 1970-м годам сложилась классификация, относящая киноплёнку шириной 35 мм и более к профессиональной, для показа в кинотеатрах большому количеству зрителей, а более узкую — любительской, за исключением телевизионного производства. Это диктовалось, в частности, допустимым световым потоком (а значит, и максимальным размером экрана), зависящим от размера кадра на плёнке. Это деление определяло и значительно меньшие габаритные размеры любительской аппаратуры и её оптики.
Именно так позиционировались (в частности, по массовости производства и масштабу цен) производимые в мире киноплёнка, съёмочные камеры, проекторы и монтажные столы.
Как и для любительской фотографии, в итоге возникла и развилась целая индустрия, ориентированная на узкоплёночное, мелкоформатное, малобюджетное кино.

## Любительское кино в СССР

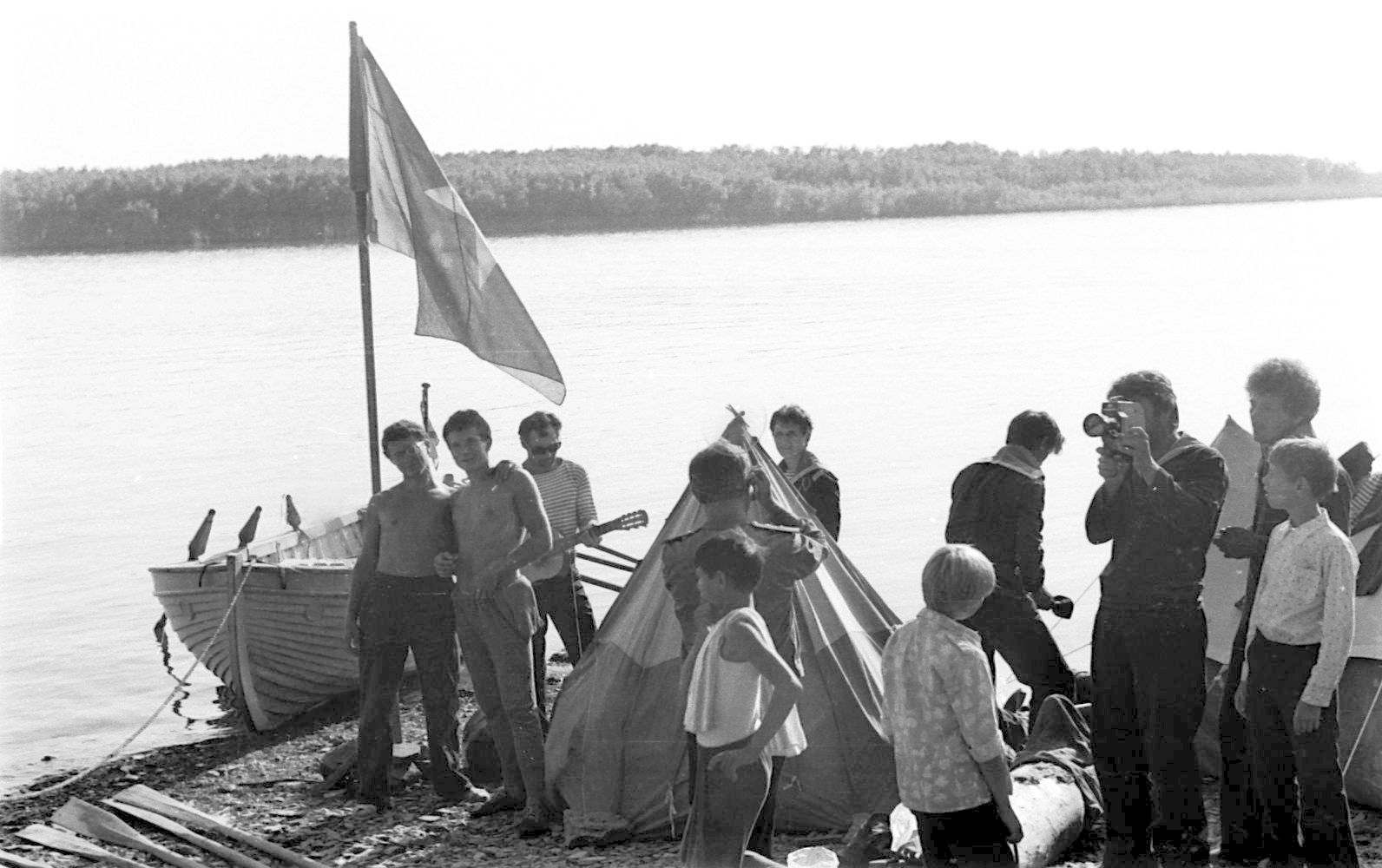
Любительская киносъёмка кинокамерой «Красногорск-2», 1983 год.

В 1925 году, на заседаниях Общества друзей советского кино (ОДСК), председателем которого был Дзержинский, был введён термин «кинолюбительство» для самодеятельного создания кинофильмов (для отличия от «любителей кино» — зрителей и от работников-профессионалов киноотрасли). 
Ячейки ОДСК, клубы и кружки кинолюбителей (в 1920-х — кинорабмолы) создавались по всей стране.
Для содействия развитию самодеятельного киноискусства в 1957 году была создана Всесоюзная комиссия по работе с кинолюбителями при правлении Союза кинематографистов СССР. Возглавлял её кинорежиссёр Г. Л. Рошаль. Именно эта комиссия представляла советских кинолюбителей в международной ассоциации непрофессиональных кинематографистов (с 1961 года).
Так как создание фильма — за редким исключением, процесс коллективный, развитие сети любительских киностудий являлось одной из важнейших задач любительского кино. На 1980 год в СССР было около 16,5 тысяч самодеятельных киностудий, а ещё свыше двух миллионов человек занимались кино самостоятельно. По другим данным, ВЦСПС курировали до 4 тысяч клубов кинолюбителей, объединявших почти 50 тысяч участников.
Значительную долю этих кружков и клубов составляли детские кино- и мультипликационные клубы.
С 1962 года популяризацией любительского кино занимался телевизионный клуб «Объектив».
В помощь кинолюбителям, помимо съёмочного, монтажного, проекционного оборудования, а также киноплёнки, издавалось много литературы. Так, с 1966 года в СССР регулярно издавалась серия брошюр и книг «Библиотека кинолюбителя».
В 1978 году при Министерстве культуры СССР созданы методический центр и межведомственный координационный совет по кинолюбительству. Часть его усилий имела результатом увеличение доступности киноплёнки и услуг по её лабораторной обработке для кинолюбителей по всей территории СССР.
В СССР многократно проводились областные, краевые конкурсы любительского кино, всесоюзные фестивали. Лучшие любительские работы выпускались в форме альманахов и показывались на широком экране. Ряд произведений демонстрировался по телевидению.

## Особенности технологии

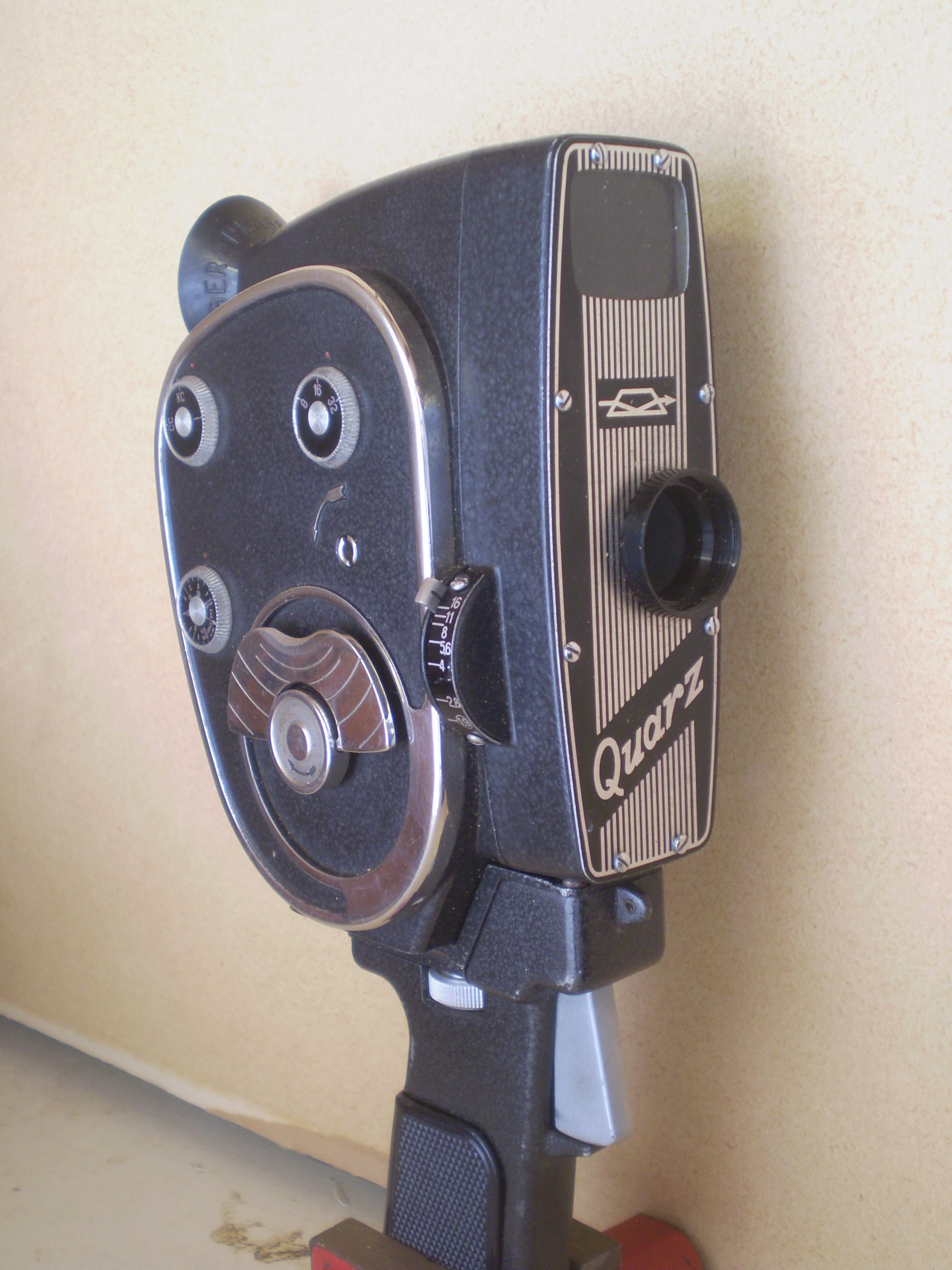
Кинокамера «Кварц» для киноплёнки 2×8

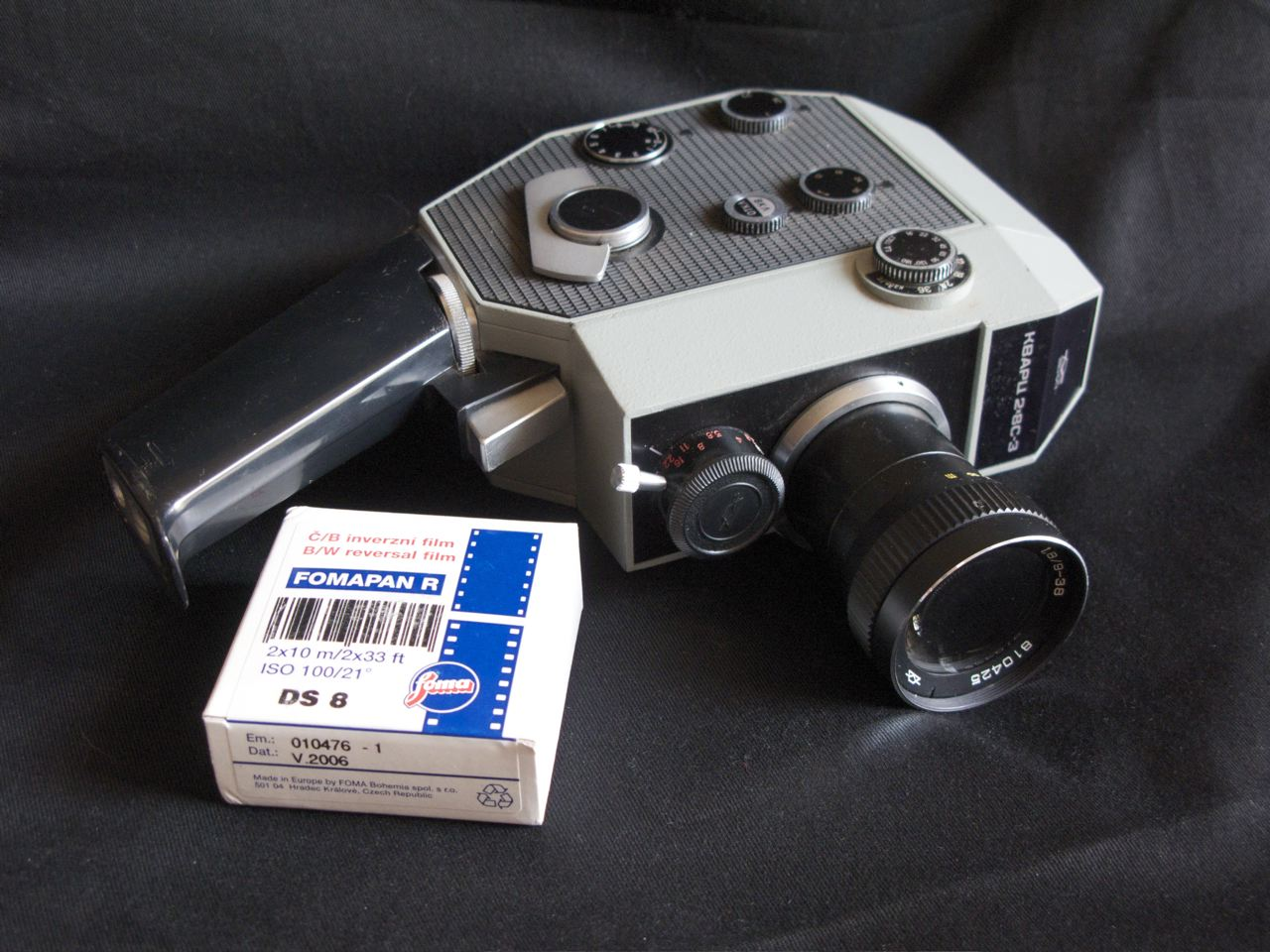
Кинокамера «Кварц-2×8С-3» для киноплёнки 2×8С

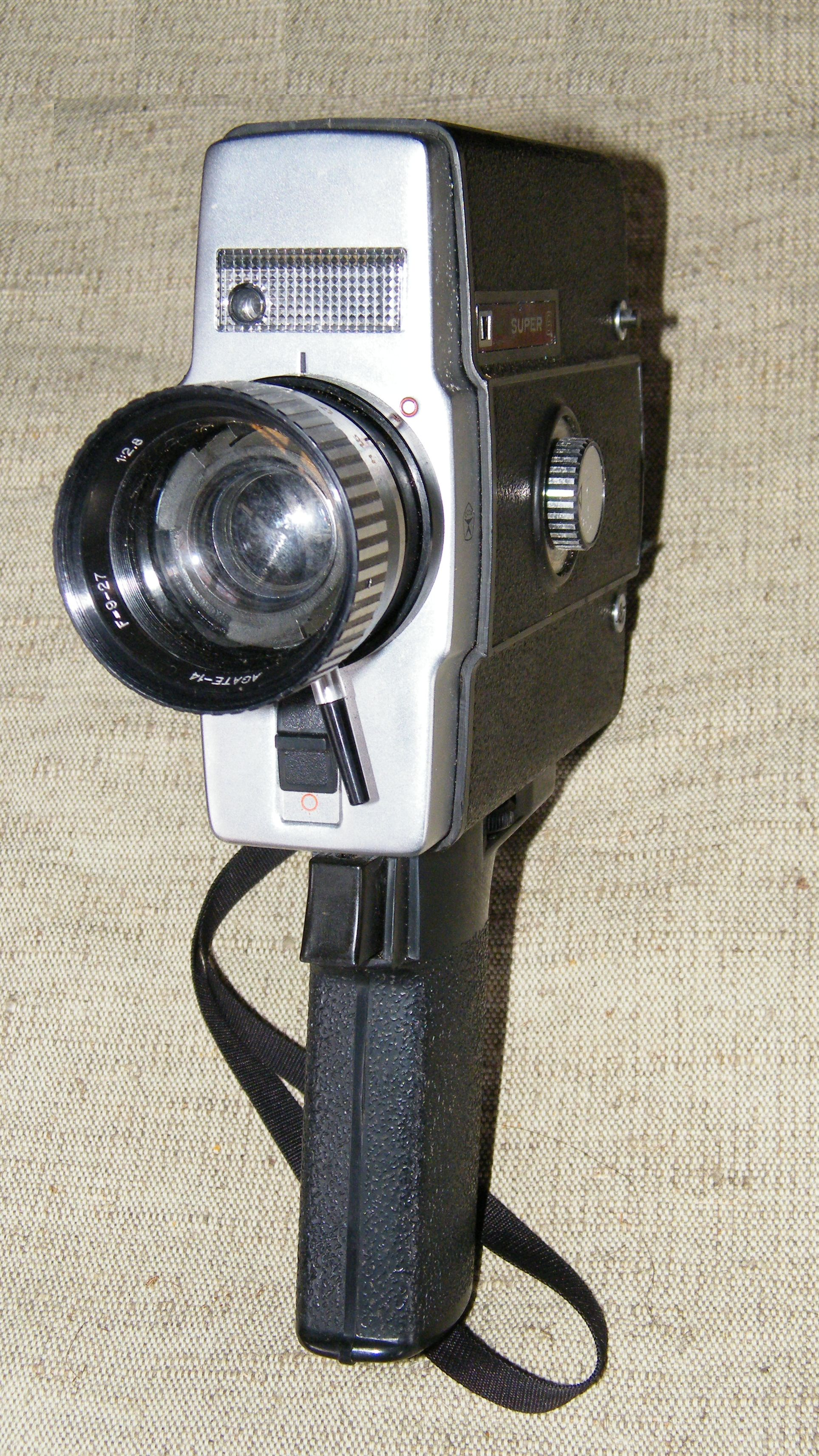
Кинокамера «Аврора-215» для киноплёнки «Super-8»

Значительную часть затрат кинолюбителя (как материальных, так и временны́х) на фильм составляет киноплёнка и её химико-фотографическая обработка. Стремление снизить эти затраты определяет основные особенности любительского кинематографа.
В отличие от прокатной киноиндустрии, изначально предполагающей изготовление нескольких копий фильма и потому использующей негативную плёнку, съёмка подавляющего большинства любительских фильмов производилась на чёрно-белую и цветную обращаемую киноплёнку, с получением единственного экземпляра фильма непосредственно в позитивном виде. В СССР узкая негативная и позитивная киноплёнка была в продаже большой редкостью. Кинокопировальные аппараты для кинолюбителей выпускались малыми партиями (например, КАУ-16) и были доступны только любительским объединениям. Кроме того, выпускались кинокамеры «Экран», пригодные для контактной печати 8-мм фильмов, однако сложность технологии и неизбежные потери качества изображения на малом формате, сделали любительскую печать экзотикой.
В СССР домашнее любительское кино снималось, как правило, на 8-мм киноплёнку форматов «N8» или «8 Супер» («8 мм тип С»). Киноплёнка «16 мм» применялась, в основном, в кружках и клубах. Домашнее применение сдерживалось высокой стоимостью аппаратуры, её большими размерами и весом, а также большей стоимостью киноплёнки.
Для домашнего кинолюбительства, как минимум, было необходимо иметь:
- кинокамеру с запасом киноплёнки и кассетами;
- наборы химикатов для лабораторной обработки киноплёнки и лабораторную посуду;
- бачок для проявки киноплёнки, сушилку для киноплёнки (в СССР была доступна и централизованная обработка фотокиноплёнки;
- монтажный стол для просмотра отснятого фильма, монтажа и склейки его;
- кинопроектор и переносной сворачиваемый экран.

### «Снимать монтажно»
Термин пришёл из практики репортажных съёмок и подразумевает такой способ проведения съёмки, при котором задуманные по сценарию монтажные кадры происходят или ставятся последовательно на съёмочной площадке, а одна камера снимает их непрерывно или с незначительными паузами. В результате формируется относительно длинный единый монтажный фрагмент.
Устройство любительских кинокамер, как правило, предполагает практически мгновенный (в течение единиц кадров) старт сравнительно лёгкого и малоинерционного механизма съёмочного аппарата. Это позволяет без дополнительных мер «снимать монтажно», когда несколько эпизодов снимаются непосредственно в монтажной последовательности, и при удачном их исполнении дальнейший перемонтаж этой последовательности не требуется. В этом случае не используются и такие ставшие традиционными для «большого кино» приёмы, как хлопушка.

### Звук в любительском кино
Технологии звукового кино применялись редко.
В СССР не выпускалось ни одной модели любительской кинокамеры для синхронной киносъёмки. В начале 1980-х годов на Ленинградском оптико-механическом объединении было начато малосерийное производство дорогостоящих любительских кинокамер серии «ЛОМО-220» с встроенной магнитофонной панелью и микрофоном.
Киноплёнка с возможностью магнитной записи звука в продаже отсутствовала.
Для любительского кино было характерно озвучивание фильмов на магнитофон непосредственно в процессе съёмки или при монтаже фильма. Имелись в продаже приставки-синхронизаторы кинопроектора с магнитофоном.

## Любительские фильмы и телепередачи
- «Ведьма из Блэр»
- «Частные хроники. Монолог»
- «Охота на Голлума»
- «Тьма»
- «Наша родина»

## Наиболее известные клубы и кружки кинолюбителей
- Полная Луна
- РГРТУ-Фильм (РРТИ-Фильм)

## Фестивали любительского кино
- Рыбий глаз
- Кинолика
- Мегаполис
- Метрополис — международный фестиваль, проведён в Ленинградской области в 2011 году